# Perisserosa guttata
Perisserosa guttata là một loài ốc biển, một động vật thân mềm chân bụng sống ở biển trong họ Cypraeidae, ốc sứ.
Các phân loài:
- Perisserosa guttata guttata (Gmelin, 1791)
- Perisserosa guttata surinensis (Raybaudi, 1978)
- Perisserosa guttata azumai (Schilder, 1960)

## Mô tả

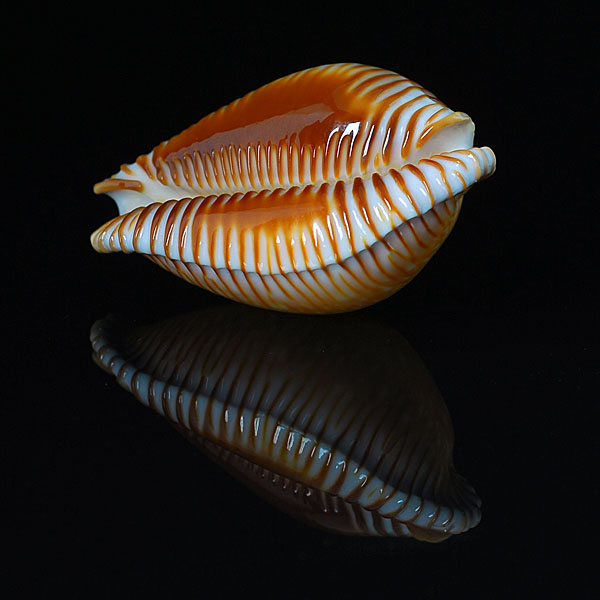
Vỏ của Perisserosa guttata guttata.

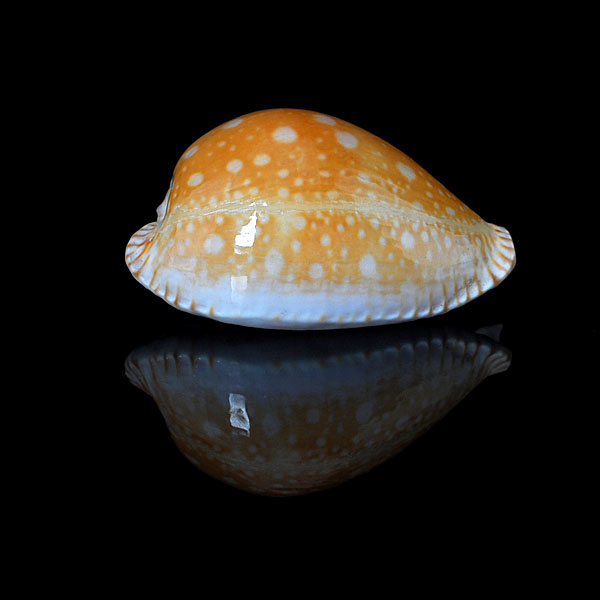
Perisserosa guttata guttata f. azumai
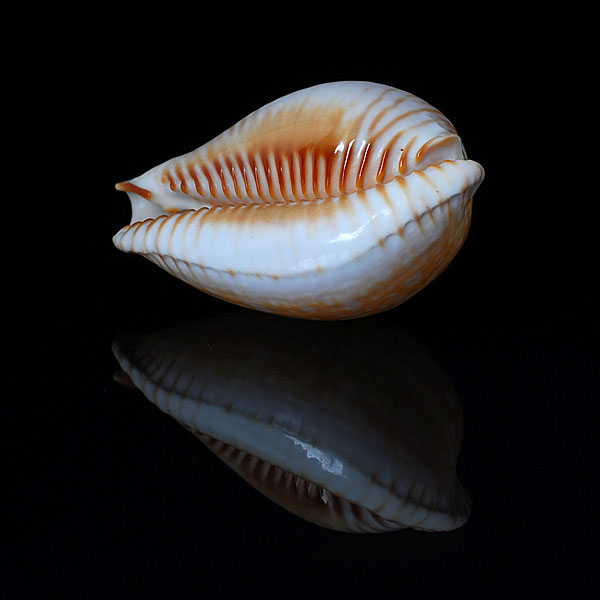
Perisserosa guttata guttata f. azumai

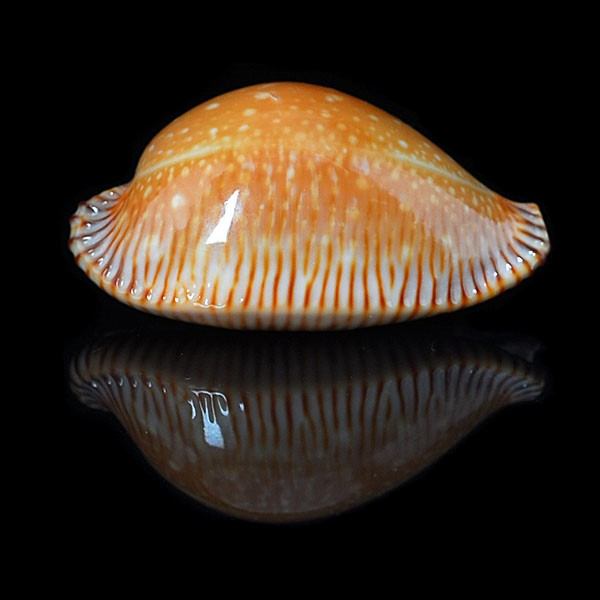
Perisserosa guttata surinensis
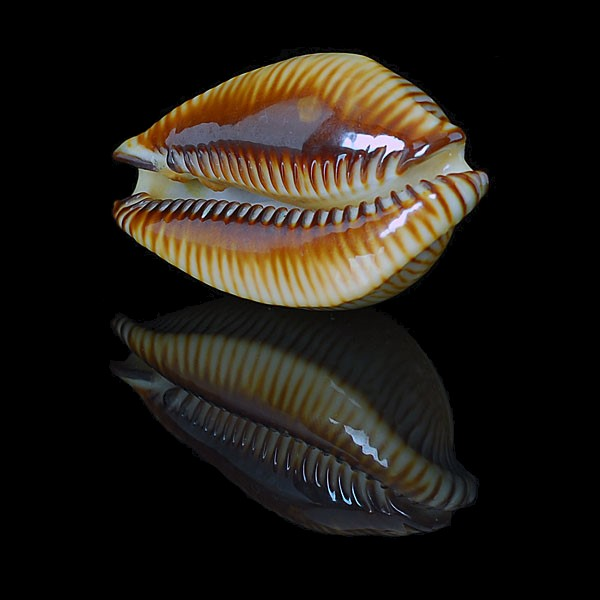
Perisserosa guttata surinensis

## Phân bố
Loài này sinh sống ở Biển Đông; ngoài khơi Nhật Bản, Philippines, Melanesia và Úc (Queensland).

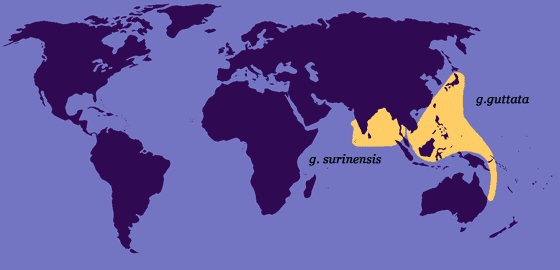
Bản đồ phân bố của Perisserosa guttata guttata và Perisserosa guttata surinensis.